# SN 2010bh
SN 2010bh – supernowa typu Ic odkryta 16 marca 2010 roku w galaktyce A071031-5615. Jej jasność pozostaje nieznana.